# Tit Aufidi
|  | Per a altres significats sobre Tit Aufidi (cònsol), vegeu «Aufidi de Quios». |

|  | Per a altres significats, vegeu «Tit Aufidi (metge)». |

Tit Aufidi (en llatí Titus Aufidius) va ser un jurista romà, germà o potser cosí de Marcus Virgilius que va portar l'acusació de Sul·la l'any 86 aC. Formava part de la gens Aufídia, una família romana d'origen plebeu.
Probablement és el mateix Aufidi que va ser qüestor l'any 84 aC i després pretor d'Àsia. També seria probablement l'Aufidi que va competir amb Ciceró pel consolat l'any 63 aC. Va viure i morir al segle i aC. Ciceró diu que va morir a una edat molt avançada, i que era un home bo i inofensiu però no gaire bon orador.